# Plano (Illinois)
Plano – miasto w Stanach Zjednoczonych, w stanie Illinois, w hrabstwie Kendall.